# Philippe Berthelot
Philippe-Joseph-Louis Berthelot,  (Sèvres, Hauts-de-Seine, 9 de outubro de 1866 - Paris, 22 de novembro de 1934) foi um importante diplomata francês, filho de Marcellin Berthelot. Ele era republicano (ao contrário dos monarquistas e das ligas de extrema direita da época).
Entrou para o serviço diplomático francês em 1889 e ingressou no Ministério das Relações Exteriores em 1904. Em 1920, tornou-se secretário do Ministério das Relações Exteriores, com o posto de embaixador. Depois de uma violenta campanha de ligas de extrema-direita, ele foi forçado a se afastar de 1922 a 1925 por causa de seu envolvimento no escândalo contra Banque Industrielle de Chine, controlado por seu irmão, e Banque d'Indochine, ligado a Paul Doumer, foi apoiado pela extrema direita. Após uma investigação, ele e seu irmão foram inocentados.
Ele era amigo e ajudou as carreiras diplomáticas de Paul Claudel e Saint-John Perse.